# Eowa
Eowa o Eawa era fill del rei Pybba de Mèrcia i germà del rei Penda, amb qui es pensa que va governar conjuntament fins a la seva mort en batalla.

## Batalla de Maserfield
Segons la Historia Brittonum, capítol 65: "[Penda] va lliurar la batalla de Maserfield, en la qual van caure Eawa, fill de Pybba, germà seu i rei dels mercis, contra Osvald, rei de Northúmbria i en va obtenir la victòria gràcies a intervencions diabòliques." 
En els Annales Cambriae, secció de l'any 644, trobem: "La batalla de Maserfield en la qual Osvald rei de Northúmbria i Eawa rei de Mèrcia van caure." (La data donada és el 644 en comptes del 642, dos anys després del que diuen les altres dues fonts documentals: Beda i la Crònica anglosaxona).
Aquestes dues fonts declaren que Eowa era un rei dels mercis en el temps de la batalla de Maserfield (o Cogwy), en la qual va morir, el 5 d'agost probablement de l'any 642. Els posteriors reis de Mèrcia, Æthelbald, Offa i Ecgfrith eren descendents d'Eowa.
En la batalla de Maserfield, Osvald de Northúmbria va ser derrotat i mort per les tropes mèrcies de Penda. Eowa també va resultar mort en aquella batalla, tot i que poc és sabut del seu paper en la batalla. S'ha suggerit que Eowa podia haver estat un cogovernant de Mèrcia juntament amb el seu germà Penda, o possiblement fins i tot amb un rol superior al de Penda (això podria explicar perquè la Historia Brittonum data el regnat de Penda des de la batalla de Maserfield), però també podria ser que ambdós germans estiguessin enfrontats pel tron de Mèrcia i Eowa lluités com a aliat d'Osvald.
Ni Beda en la seva Historia ecclesiastica gentis Anglorum, ni la Crònica anglosaxona esmenten la participació o mort d'Eowa a Maserfield, però la crònica més tard si que l'esmenta en traçar els orígens familiars d'Æthelbald i d'Offa.
L'historiador Nicholas Brooks va escriure que, si Eowa va governar entre el 635 i Maserfield, això podria explicar la batuda gal·lesa contra territori de Mèrcia, en la qual es diu que no va haver cap pietat vers els monjos. Brooks anota que si Eowa era un titella de Northúmbria, hi hauria la possibilitat que Oswald intentés promoure el cristianisme enviant monjos a predicar en el que encara era un regne pagà com Mèrcia. és ben sabut que Penda era pagà i un aliat del de gal·les, pel que sembla inversemblant que la batuda tingués lloc durant el seu mandat.

## Descendents
La Crònica anglosaxona l'enumera en el llinatge de dos reis de Mèrcia: Æthelbald i Offa, com descendents directes d'Eowa: "Aethelbald era descendent d'Alweo, Alweo descendent d'Eawa, Eawa descendent de Pybba...". Més tard, dona el llinatge d'Offa, que governà del 757 al 796 i va ser descendent d'Osmod, també fill d'Eowa: "Que Offa era descendent de Thingfrith, Thingfrith descendent d'Eanwulf, Eanwulf descendent d'Osmod, Osmod descendent d'Eawa, Eawa descendent de Pybba, Pybba descendent de Creoda, Creoda descendent de Cynewald, Cynewald descendent de Cnebba, Cnebba descendent d'Icel, Icel descendent d'Eomer, Eomer descendent d'Angeltheow, Angeltheow descendent d'Offa, Offa descendent de Wermund, Wermund descendent de Wihtlaeg, Wihtlaeg descendent de Woden".